# Volverás (chanson de Ricky Martin)
Albums de Ricky Martin
Bombón de azúcar
(1996) Nada es imposible
(1997)
Clip vidéo
[vidéo] « Volveras (audio) », sur YouTube
Volverás est une chanson du chanteur portoricain Ricky Martin extraite de son troisième album studio, A medio vivir, paru en 1995.
La chanson ne sera publiée en single commercial qu'en France en 1998. (Après le succès de la chanson María en 1997, deux autres chansons du même album, Te extraño, te olvido, te amo et Volverás seront publiées en single dans ce pays.)
Aux États-Unis, la chanson est sortie en single promotionnel au début de 1997. Elle a atteint la 6e place du classement Hot Latin Songs de Billboard (pour la semaine du 5 mars 1997).

## Classements
| Classement (1998) | Meilleure position |
| ----------------- | ------------------ |
| France (SNEP)     | 48                 |